# La Noguera (Castellterçol)
La Noguera és una masia al terme de Castellterçol (el Moianès) catalogada a l'Inventari del Patrimoni Arquitectònic de Catalunya. El nucli original de la masia és del segle XVI amb afegits dels segles XVII i XVIII. Masia rural amb torre de defensa encarada a migdia. La masia consta de planta baixa i pis i està coberta a dues aigües. A la façana principal es troba un portal d'arc de mig punt adovellat i en l'altre costat de la masia una galeria amb vidrieres, afegida posteriorment. El parament és de picadís i pedres molt irregulars. La torre és de planta quadrada. Té tres nivells d'alçada i està coberta a quatre vessants amb un voladís de maó.